# Aart Schonk
Aart Schonk (Laren, 1946 - Eschwege (Duitsland), 2015) was een Nederlands beeldhouwer. Schonk stamt uit een artistiek milieu en is een kleinzoon van Bart van der Leck.

## Opleiding

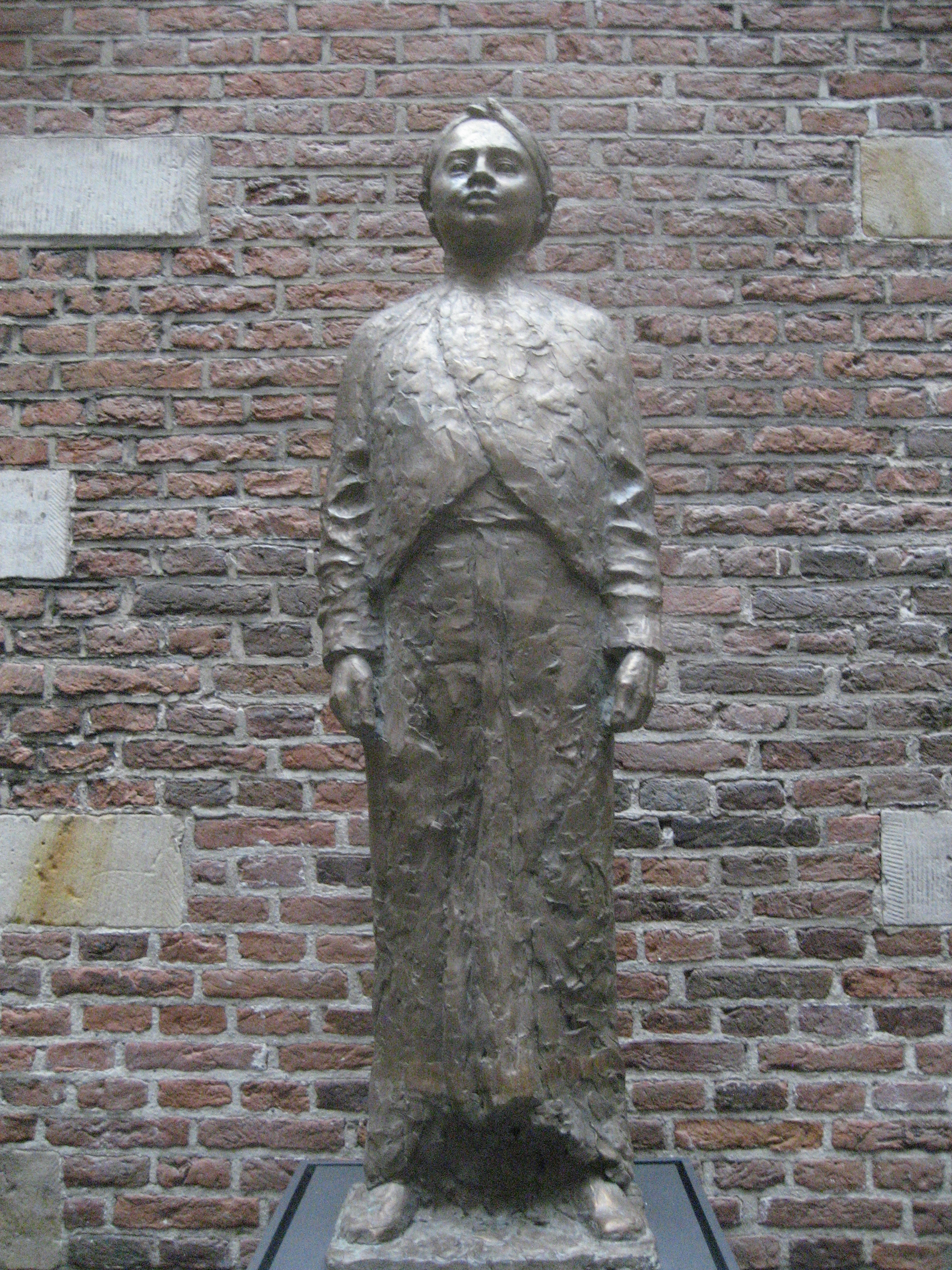
Beeld van Hoesein Jayadiningrat in Leiden

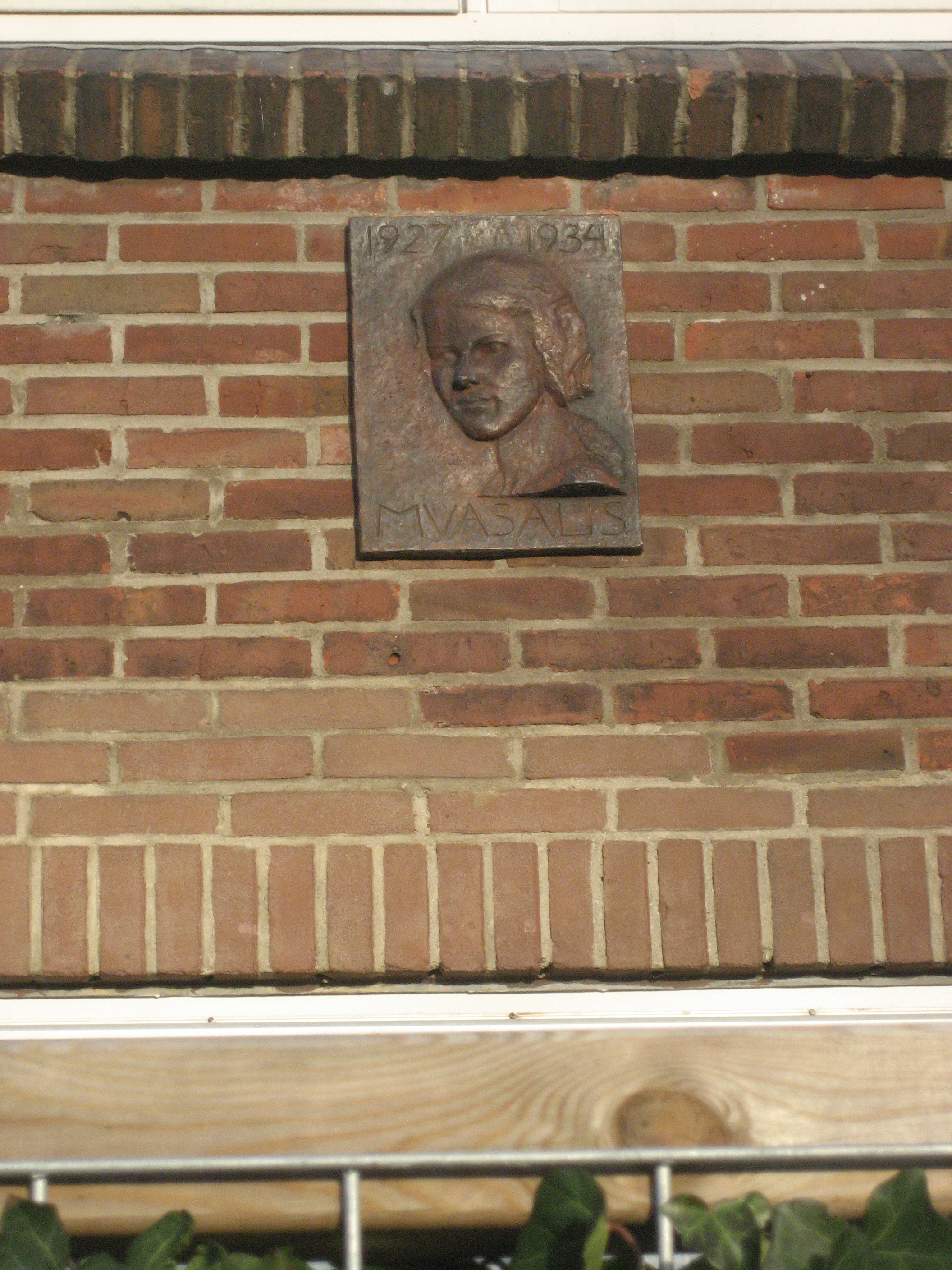
Plaquette (2013) van M. Vasalis, Leiden

Hij volgde vanaf 1966 zijn opleiding aan de Rijksakademie van Beeldende Kunsten te Amsterdam. Zijn leermeesters waren onder anderen de bekende beeldhouwers Piet Esser, Cor Hund, Paul Grégoire en Theresia van der Pant. Het is dan ook niet verwonderlijk dat Schonk in de traditie van het figuratieve beeldhouwen begon. 
Tegen de tijd dat Schonk afstudeerde, in 1971, was de figuratieve richting van het beeldhouwen echter niet meer de hoofdstroom. De abstracte kunst en de conceptuele kunst werden populair en voor de figuratieve kunst was minder aandacht. Het bijzondere aan het werk van Aart Schonk is dat hij de figuratieve kunst trouw is gebleven in een tijd dat de meeste, bekende beeldhouwers abstracte kunst maakten. Hij werkte ook als docent Anatomie aan de academie. Hij heeft zich, onder anderen met Theresia van der Pant, zonder het gewenste resultaat, zeer beijverd voor het behoud van de oorspronkelijke Rijksacademie.
Aart Schonk is te beschouwen als een representant van de derde generatie van de Groep van de figuratieve abstractie, die bij afkorting simpelweg 'De Groep' genoemd wordt.

## Stijl
Schonk laat zich inspireren door de Griekse mythologie. Schonk werkt 'en taille directe'. Dat wil zeggen dat hij rechtstreeks houwt in marmer en niet eerst modelleert met  klei. Voor modelleren kon je op de academie terecht bij Esser, Hund en Grégoire, maar voor het leren hakken was behalve bij Van der Pant weinig begeleiding. Schonk besteedde de zomervakanties van zijn jaren in opleiding te Carrara om het steenhouwen te leren.
De kunsthistoricus Tilanus merkt op dat Schonk aan zijn beelden weliswaar een 'driedimensionaliteit' geeft van een volledige ruimtelijke figuur, maar ook zo weinig mogelijk uit een blok marmer wil weghakken. Dit is een stijl die we ook bij een Amsterdamse, figuratieve beeldhouwer als Jan Meefout herkennen.

## Tentoonstellingen
Beeldengalerij Het Depot en Museum Beelden aan Zee eerden de beeldhouwer in 2007 met een tentoonstelling van respectievelijk Schonks mythologische beelden (de fontein)  en torso's.